# Борис Годунов (опера)
«Борис Годунов» — опера Модеста Мусоргского в четырёх действиях с прологом (в восьми, во второй редакции девяти картинах). Либретто композитора по мотивам одноимённой трагедии А. С. Пушкина. Первая авторская редакция завершена в 1869 году, вторая авторская редакция — в 1872 году. Первая постановка оперы осуществлена в Петербурге в 1874 году.

## История создания

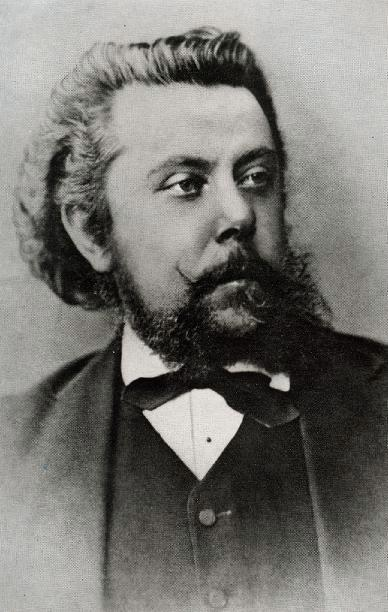
М. П. Мусоргский

Работу над оперой Мусоргский начал в октябре 1868 года, используя для написания либретто текст Пушкина и материалы «Истории государства Российского» Н. М. Карамзина. Тема — период правления царя Бориса Годунова, c 1598 по 1605 год, непосредственно перед началом «Смутного времени». В выбранном историческом эпизоде композитора привлекала возможность отразить отношения царя и народа, представить народ и царя в качестве главных действующих лиц. Мусоргский писал: «Я разумею народ как великую личность, одушевлённую единой идеей. Это моя задача. Я попытался решить её в опере».
Опера была завершена в конце 1869 года и представлена в Дирекцию императорских театров. Театральный комитет не принял её к постановке, объяснив решение отсутствием выигрышной женской роли. После отказа Мусоргский внёс ряд изменений, в частности, ввёл «польский» акт с любовной линией Лжедмитрий — Марина Мнишек, а также добавил эффектный финал — монументальную сцену народного восстания под Кромами. Однако вторая редакция (1872) также была отвергнута. Оперу удалось поставить лишь два года спустя, благодаря энергичной поддержке в театральных и музыкальных кругах. Премьера состоялась 27 января (8 февраля) 1874 года на сцене Мариинского театра. Несмотря на восторженный приём публики, критика встретила оперу резко отрицательно. В 1882 году она была снята с репертуара.

### Редакции оперы
Существуют две авторские редакции — 1869 и 1872 гг., а также ряд посмертных редакций, среди них две редакции Римского-Корсакова (1896 и 1908), сводная редакция П. А. Ламма—Б. В. Асафьева (1928), редакция и оркестровка Д. Д. Шостаковича (1940). Сцена у собора Василия Блаженного из 1-й авторской редакции, отсутствующая в обеих редакциях Римского-Корсакова, существует в инструментовке Ипполитова-Иванова. Наибольшее распространение среди исполнителей XX в. получила 2-я редакция Римского-Корсакова. В постановках конца XX и в XXI вв. используются также авторские редакции, которые по мнению музыковедов точнее соответствуют характеру повествования и персонажам.

### Работа над либретто
Работая над либретто, Мусоргский сделал краткую выборку из трагедии Пушкина и во многих случаях пересмотрел оригинал, в том числе, проигнорировал вошедшую в поговорку фразу «ох, тяжела ты, шапка Мономаха!». Основной целью Мусоргского было оптимально приспособить «немузыкальный» текст к музыкальной драме, как он её себе представлял. Работа шла, прежде всего, в направлении динамизации пушкинского оригинала, повышения его эмоционального и «психоделического» градуса. Вектор переработки хорошо просматривается, например, в рассказе Шуйского, который спровоцировал припадок Бориса с галлюцинациями (так называемая Сцена с курантами). В нижеследующей таблице некоторые характерные изменения отмечены курсивом:
| у Пушкина | у Мусоргского |
| --- | --- |
| Шуйский: Не казнь страшна; страшна твоя немилость; Перед тобой дерзну ли я лукавить? И мог ли я так слепо обмануться, Что не узнал Димитрия? Три дня Я труп его в соборе посещал, Всем Угличем туда сопровожденный. | Шуйский: Не казнь страшна, страшна твоя немилость. В Угличе, в соборе пред всем народом, пять с лишком дней я труп младенца навещал.                                                 |
| Вокруг его тринадцать тел лежало, Растерзанных народом, и по ним Уж тление приметно проступало, Но детский лик царевича был ясен И свеж и тих, как будто усыпленный;                                                | Вокруг него тринадцать тел лежало, обезображенных, в крови, в лохмотьях грязных; и по ним уж тление заметно проступало. Но детский лик царевича был светел, тих и ясен.              |
| Глубокая не запекалась язва, Черты ж лица совсем не изменились. | Глубокая, страшная зияла рана, а на устах его непорочных улыбка чу́дная играла. Казалося, в своей он колыбельке спокойно спит, сложивши ручки и в правой крепко сжав игрушку детскую… |
| Нет, государь, сомненья нет: Димитрий Во гробе спит. | — |
| Борис: Довольно! | Борис: Довольно! |

- Борис Годунов (баритон или бас[4]);
- Фёдор, сын Бориса (меццо-сопрано);
- Ксения, дочь Бориса (сопрано);
- мамка Ксении (низкое меццо-сопрано или контральто);
- князь Василий Шуйский (тенор);
- Андрей Щелкалов, думный дьяк (баритон);
- Пимен, летописец-отшельник (бас);
- Самозванец под именем Григория (тенор);
- Марина Мнишек, дочь сандомирского воеводы (меццо-сопрано или драматическое сопрано);
- Рангони, тайный иезуит (баритон);
- Варлаам, бродячий монах (бас);
- Мисаил, бродячий монах (тенор);
- хозяйка корчмы (меццо-сопрано);
- Юродивый (тенор);
- Никитич, пристав (бас);
- Митюха, крестьянин (баритон);
- боярин Хрущов (тенор);
- иезуит Лавицкий (бас);
- иезуит Черниковский (бас).

Бояре, стрельцы, рынды, приставы, паны и пани, сандомирские девушки, калики перехожие, народ московский.

## Сюжет
Действие происходит в России и Польше в 1598—1605 годах.

### Пролог

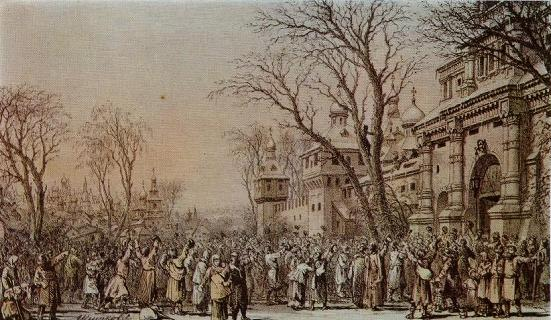
М. А. Шишков. Пролог. Сцена у Новодевичьего монастыря. Эскиз декорации.

Первая картина. Заполненный народом двор Новодевичьего монастыря под Москвой. Пристав требует, чтобы все стали на колени и молили Бориса Годунова венчаться на царство (хор «На кого ты нас покидаешь»). К выборам нового царя крестьяне и посадские люди равнодушны. Отдельные реплики говорят о невнимании к происходящему. Вышедший к народу дьяк Щелкалов сообщает, что Борис и слышать не желает о троне («Православные! Неумолим боярин!»).
К монастырю подходят калики перехожие. Они призывают молиться за избрание на царство Бориса, во спасение Руси.
Вторая картина. Царское коронование на площади в Московском Кремле. Под колокольный звон бояре шествуют в Успенский собор. Народ по приказу боярина Шуйского славит царя (величальная «Уж как на небе солнцу красному слава!»). Появляется Борис. Его гнетут сомнения и зловещие предчувствия (ариозо «Скорбит душа»).

### Первое действие

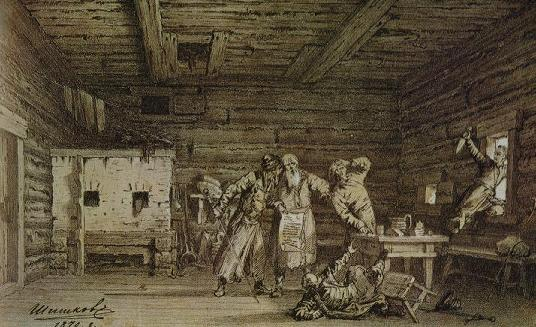
М. А. Шишков. Первое действие. Сцена в корчме. Эскиз декорации.

Первая картина. Монах-летописец Пимен пишет летопись (монолог «Еще одно последнее сказанье»).
Проснувшемуся молодому послушнику Григорию Отрепьеву он рассказывает о том, что Борис Годунов виновен в гибели законного наследника престола царевича Димитрия. Оброненное замечание, что Григорий с царевичем — ровесники, рождает в голове Отрепьева дерзкий план: он назовётся Димитрием и вступит в борьбу с Борисом.

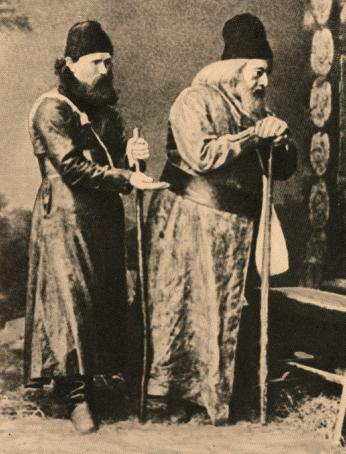
Г. Кондратьев и О. Петров — первые исполнители партий Мисаила и Варлаама

Вторая картина. Корчма на литовской границе, куда забрели беглые монахи Варлаам и Мисаил, с ними вместе — Григорий. Гости пьют вино, шутят и поют песни (шинкарка: «Поймала я сиза селезня», Варлаам: «Как во городе было во Казани»).
Григорий поглощён мыслями о самозванстве. Он выспрашивает у хозяйки дорогу в Литву. Появляются два пристава: они ищут бежавшего из Чудова монастыря «недостойного чернеца Григория из рода Отрепьевых». Григорий разоблачён и, спасаясь бегством, выскакивает в окно. Все бросаются за ним.

### Второе действие
Царский терем в Кремле. Борис утешает дочь Ксению, горюющую об умершем женихе; рассматривает географическую карту, которую чертит сын Феодор. Но ни в семье, ни в государственных делах Борису нет удачи; это — кара за убийство царевича (монолог «Достиг я высшей власти»). Князь Шуйский приносит весть о появлении в Литве самозванца-Димитрия. Борис расспрашивает его о подробностях гибели царевича; он в смятении, в углу его комнаты ему мерещится призрак убитого младенца («сцена с курантами»: «Ух, тяжело!..Дай дух переведу»).

### Третье действие

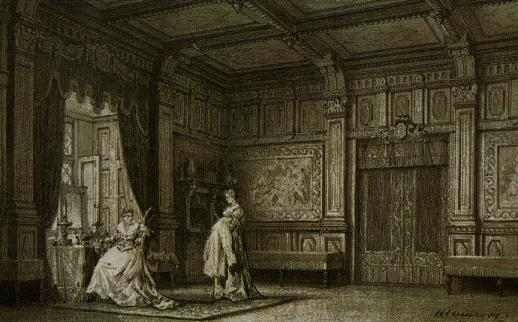
М. А. Шишков. Третье действие. Эскиз декорации.

Первая картина. Девушки развлекают песнями скучающую в Сандомирском замке Марину Мнишек (ария Марины «Как томительно и вяло»). Она хочет пленить Самозванца, чтобы занять престол московских царей. Склоняет к этому Марину и её «духовный отец» — тайный иезуит Рангони, убеждая будущую царицу обратить «еретиков-москалей» в католическую веру. Марина колеблется, но Рангони угрожает ей церковным проклятием.
Вторая картина. Лунной ночью в саду Сандомирского замка, у фонтана, мечтает Самозванец о Марине. К нему подкрадывается Рангони. Сладкими речами о красоте Марины иезуит выманивает у Самозванца признание в страстной любви к гордой панне. По саду в торжественном полонезе проходит шумная толпа весёлых гостей — они предвкушают победу польского войска над войском борисовым. Самозванец скрывается за деревьями. Все уходят в замок, но Марина возвращается в сад, где её ждёт Григорий. Хитростью и лаской Марина разжигает в нём чувство любви. Она будет принадлежать ему, когда во главе польского войска Самозванец овладеет Москвой и взойдёт на престол. Звучат взаимные упрёки и страстные любовные признания (дуэт «О, царевич, умоляю»).

### Четвёртое действие
Первая картина. Москва, площадь перед собором Василия Блаженного.
Собравшийся здесь народ обсуждает слухи о приближении войска Самозванца и надеется на скорое избавление от Борисова произвола. Вбегает Юродивый, за ним — толпа мальчишек. Они дразнят и доводят его до слёз (песня Юродивого «Месяц едет, котенок плачет»). Закончилась обедня. Голодный люд в отчаянии протягивает руки к боярам, раздающим милостыню (хор «Хлеба!»). Юродивый жалуется царю на мальчишек: «Вели-ка их зарезать, как ты зарезал маленького царевича». Борис останавливает бросившуюся к Юродивому стражу и просит помолиться за него. «Нельзя молиться за царя-Ирода, Богородица не велит» — ответ Юродивого.
Вторая картина. Боярская дума в Грановитой палате Кремля. Шуйский рассказывает о тайных страданиях царя. Бормоча «Чур, дитя!», появляется Борис. Приведённый Шуйским летописец Пимен повествует о чудесном исцелении слепого, помолившегося над могилкой царевича Димитрия (монолог «Смиренный инок…»). Царь не выдерживает и падает без чувств. Очнувшись, он зовет сына Феодора и, едва успев произнести последние напутствия, умирает (монолог «Прощай, мой сын!»).
Третья картина. Народ на лесной дороге под Кромами, городком близ литовской границы, расправляется с царским воеводой — боярином Хрущовым, устраивая ему шутовское «венчание на царство» — «за то ему почёт, как вору доброму» (хор «Не сокол летит по поднебесью»). Тут и Мисаил с Варлаамом, подстрекающие народ рассказом о казнях и расправах на Руси (песня «Солнце, луна померкнули»). Они призывают всех встать за законного царя Дмитрия.
Толпа глумится над Хрущовым (хор «Расходилась, разгулялась… Ой ты, сила!»), расправляется с попавшимися под руку иезуитами («Души ворон проклятых!»).
Появляется войско Самозванца, народ славит его и идёт за ним следом (хор «Слава тебе, царевичу!»). Лишь Юродивый остаётся, предрекая народу новые страшные невзгоды («Лейтесь, лейтесь, слёзы горькие!»).

## Известные постановки

### В России

#### Дореволюционные постановки
- 10 февраля 1873 — Мариинский театр (Санкт-Петербург), поставлены три сцены. Исполнители: Хозяйка корчмы — Д. Леонова, Григорий — Ф. Комиссаржевский, Варлаам — О. Петров, Мисаил — Г. Кондратьев[5], Микитич — М. Сариотти, Марина — Платонова, Рангони — О. Палечек, польские танцы — исполнитель Феликс Кшесинский. Дирижёр — Э. Направник.
- 27 января 1874 — впервые полностью — Мариинский театр (Борис — Мельников, Самозванец — Комиссаржевский, Варлаам — Петров, Пимен — Васильев 1-й, Рангони — Палечек, Марина — Платонова, Фёдор — А. Крутикова, Ксения — В. Рааб, Мамка — О. Шрёдер, Шуйский — Васильев 2-й, Щелкалов — Соболев, Мисаил — П. Дюжиков, Хозяйка корчмы — Абаринова, Юродивый — П. Булахов, Микитич — М. Сариотти, Митюха — Лядов, Ближний боярин — Соболев, Хрущов — Матвеев, Лавицкий — Васильев 1-й, Черниковский — Соболев; дирижёр Направник, декорации Шишкова и Бочарова). В 1882 г. опера была исключена из репертуара Мариинского театра постановлением Художественного совета.
- 16 декабря 1888 — Большой театр (Борис — Корсов, затем — П. Хохлов), Самозванец — Донской, Шуйский — Барцал, Варлаам — Стрелецкий, Марина — Климентова, Пимен — Бутенко, Хозяйка корчмы — Гнучева, Фёдор — Салина, Рангони — Борисов, Ксения — А. Каратаева, Мамка — Павлова, Шуйский — А. Барцал, Щелкалов — Фигуров, Ближний боярин — А. Додонов. Дирижёр — Альтани, декорации — Вальца). Опера была снята с репертуара в 1890 году после десяти представлений.
- 28 ноября 1896 — Большой зал Санкт-Петербургской консерватории (Театральная энциклопедия ошибочно называет Мариинский театр); впервые в редакции Н. А. Римского-Корсакова, он же — дирижёр. Борис — М. Луначарский, Ф. Стравинский — Варлаам, в партии Отрепьева — Г. А. Морской, Шуйский — Васильев 2-й, Юродивый — Екаб Карклинь.
- 7 декабря 1898 г. — Театр Солодовникова, Москва, в редакции Н. А. Римского-Корсакова, дирижёр — Иосиф Труффи. В партии Бориса — Ф. Шаляпин, Фёдор — В. Страхова.
- 1901 г. — Большой театр. Борис Годунов — Ф. Шаляпин, Самозванец — Л. Собинов
- 1904 — Мариинский театр. Дирижёр — Феликс Блуменфельд, Борис — Фёдор Шаляпин.
- Опера Зимина (без купюр и со сценой «Под Кромами»)

На провинциальной русской сцене: 1899 г. — Казань; 1900 г. — Орел, Воронеж, Саратов. Было несколько других постановок.
В последующих дореволюционных постановках участвовали: Шаляпин (Борис, Варлаам, Пимен, Микитич), Андреев, Григорий Пирогов, Савранский (Борис), Фигнер, Собинов, Рождественский (Самозванец), Лосский, Люминарский, Журавленко (Варлаам), Касторский, Боссе (Пимен), Збруева (Шинкарка), Друзякина, Обухова (Марина). Дирижёры: Рахманинов, Блуменфельд, Ипполитов-Иванов.

#### В СССР
- 7 февраля 1926 — Свердловский театр оперы и балета им. Луначарского. Борис — Алексей Месняев, Марина — Фатьма Мухтарова. Режиссёр-постановщик — А. Улуханов. Дирижёр — В. Бердяев. Балетмейстер — П. Иоркин.
- 16 февраля 1928 — Ленинградский театр оперы и балета им. Кирова. В первоначальной редакции, восстановленной П. Ламмом (Борис — Рейзен, Шуйский — Кабанов, Пимен — Плешаков, Самозванец — Печковский, Варлаам — Журавленко, Хозяйка корчмы — Сабинина, Юродивый — Тихий; дирижёр Дранишников, постановка — Радлов, художник — Дмитриев).
- 21 октября 1928 — Свердловский театр оперы и балета им. Луначарского. Борис — Алексей Месняев. Дирижёр-постановщик — В. Бердяев. Режиссёр-постановщик — В. Лосский. Балетмейстер — М. Моисеев.
- 19 апреля 1939 — Свердловский театр оперы и балета им. Луначарского. Борис — Александр Новиков. Дирижёр-постановщик — А. Маргулян. Режиссёр-постановщик — К. Андроников. Художник-постановщик — Н.Ушин. Балетмейстер — Я. Романовский.
- 1939 — в Ташкенте, в Алма-Ата
- 1945 — в Тбилиси
- 17 апреля 1947 — Большой театр, с включением сцен «У Василия Блаженного» и «У Марины Мнишек» (Борис — А. Пирогов, Самозванец — Ханаев, Марина — Максакова, Пимен — Михайлов, Шуйский — Чекин, Рангони — Андрей Иванов, Варлаам — Лубенцов, Хозяйка корчмы — Антонова, Юродивый — Орфёнов, Ксения — Шумская; дирижёр Мелик-Пашаев, реж. Баратов, худ. Федоровский).
- 16 декабря 1948 — Большой театр, в новой режиссёрской редакции, с восстановлением сцены «Под Кромами». (дирижёр Голованов, реж. Баратов, худ. академик Федоровский). Постановка до сих пор в репертуаре театра, и является старейшим спектаклем Большого театра[6]. См. Борис Годунов (оперный спектакль Большого театра).
- 1949 — в Риге.
- 1 января 1950 — Свердловский театр оперы и балета им. Луначарского. Дирижёр-постановщик С. Бергольц. Режиссёр — Е. Брилль. Художники — Н. Ушин и Н. Ситников. Балетмейстер — В. Наумкин.
- 1951 — в Харькове.
- 1952 — в Таллине.
- 1954 — в Минске — Белорусский театр оперы и балета (режиссёр — Л. Александровская)
- 30 января 1959 — Свердловский театр оперы и балета им. Луначарского. Борис — Борис Штоколов, Самозванец — Михаил Заика, Марина Мнишек — Ирина Архипова. Дирижёр-постановщик — А. Людмилин, Режиссёры-постановщики — М. Минский, Б. Кушнир. Художник — Н. Ситников. Балетмейстер — В. Наумкин.
- 4 ноября 1959 — Ленинградский театр оперы и балета им. Кирова (в инструментовке оперы Шостаковичем) (Борис — Штоколов, Шуйский — Шмелёв, Григорий Отрепьев — Гаврилкин, Марина — Баринова; дирижёр Ельцин, реж. Гладковский).
- 27 декабря 1983 — Свердловский академический театр оперы и балета. Борис — Александр Баскин, Владимир Огновенко; Юродивый — Сергей Майструк; Самозванец — Виталий Петров; Марина — Светлана Зализняк. Дирижёр-постановщик — Евгений Бражник. Режиссёр-постановщик — Александр Титель. Художник-постановщик — Э.Гейдебрехт. Балетмейстер — И. Сульзин. Редакция Д. Ллойд-Джонса.

#### В Российской Федерации
- 26 апреля 1990 г. — Мариинский театр, перенос постановки Андрея Тарковского в Ковент-Гардене 1983 года (во второй авторской редакции 1872 г.). Дирижёр — Валерий Гергиев.
- 19 декабря 1997 г. — Марийский государственный театр оперы и балета имени Эрика Сапаева, режиссёр-постановщик — Михаил Бурцев.
- 2005 г. — Татарский академический государственный театр оперы и балета им. М. Джалиля, Казань. Музыкальный руководитель постановки — Ренат Салаватов. Режиссёр-постановщик — Михаил Панджавизе (Большой театр, Москва). Проект художественного оформления спектакля по эскизам Фёдора Федоровского выполнен художником Виктором Немковым и художником по костюмам Людмилой Волковой
- 2007 — Большой театр, Москва. Режиссёр — Александр Сокуров. Дирижёр — Александр Ведерников. Видеозапись спектакля — см. раздел: Видеозаписи.
- 2011 — Центр оперного пения Галины Вишневской, Москва. Дирижёр-постановщик оперы — Гинтарас Ринкявичус, режиссёр-постановщик — Иван Поповски, художник-постановщик — Валерий Левенталь, хормейстер — Александр Соловьёв. Опера поставлена в рамках цикла мероприятий, посвящённых юбилею Галины Вишневской.
- 2012 — Самарский академический театр оперы и балета. Режиссёр-постановщик — Нина Чусова, художник-постановщик — Павел Каплевич, музыкальный руководитель и дирижёр-постановщик — Виктор Куликов, художник по свету — Сергей Мартынов, балетмейстер — Эльвира Первова, хормейстеры: Валерия Навротская, Ольга Сафронова, Светлана Ерастова.
- 2012 — Мариинский театр, Санкт-Петербург. Режиссёр — Грэм Вик[англ.], художественный руководитель оперной труппы Бирмингемской оперы. Музыкальный руководитель и дирижёр — Валерий Гергиев. Художник-постановщик — Стюарт Нанн, главный хормейстер — Андрей Петренко, ответственный концертмейстер — Ирина Соболева. Постановка примечательна тем, что действие перенесено в наше время, в спектакле имеется множество аллюзий на события, произошедшие совсем недавно, присутствует политическая сатира[7]. В главных ролях: Евгений Никитин (Борис Годунов), Евгений Акимов (Шуйский), Михаил Кит (Пимен), Сергей Семишкур (Григорий), Андрей Попов (Юродивый), Алексей Марков (Андрей Щелкалов), Геннадий Беззубенков (Варлаам). Видеозапись спектакля — см. раздел: Видеозаписи
- 29 сентября 2012 — Екатеринбургский государственный академический театр оперы и балета. Первая авторская редакция, спектакль играется без антракта. Борис — Гарри Агаджанян, Денис Макаров, Алексей Тихомиров. Пимен — Михаил Коробейников, Александр Морозов, Андрей Решетников. Самозванец — Ильгам Валиев, Олег Полпудин, Владимир Чеберяк. Юродивый — Евгений Крюков, Дмитрий Розвизев, Олег Савка. Дирижёр-постановщик — Михаэль Гюттлер. Режиссёр-постановщик — Александр Титель, народный артист России. Художник-постановщик — Владимир Арефьев. Художник по свету — Евгений Виноградов. Хормейстер — Эльвира Гайфуллина.
- 24 октября 2013 — впервые в мире партию Бориса исполнил Гарри Агаджанян, а Фёдора — его сын Михаил. Ранее партии Фёдора исполняли или женщины или дети-певцы, но не сыновья[8].
- 3 января 2015 — Михайловский театр, Санкт-Петербург. Музыкальный руководитель и дирижёр: Владимир Юровский; литературная композиция, сценическая версия: Виталий Фиалковский; художник по свету: Александр Кибиткин; ответственные концертмейстеры: Марк Вайнер, Мария Копысева; главный хормейстер: Владимир Столповских. Борис Годунов — Сергей Лейферкус, народный артист РСФСР; Андрей Щелкалов — Борис Пинхасович; Шуйский — Вячеслав Войнаровский; Пимен — Вячеслав Почапский; Ксения — Эльмира Караханова; Фёдор — Евдокия Малевская; Григорий Отрепьев — Сурен Максутов; Шинкарка — Екатерина Егорова; Юродивый — Евгений Ахмедов; Варлаам — Антон Пузанов; Мисаил — Алексей Кулигин; мамка — Анастасия Виноградова-Заболотская; Микитич, пристав — Юрий Мончак; пристав в корчме — Евгений Солодовников; ближний боярин — Михаил Иванов[9].
- 18 февраля 2022 — Краснодарский музыкальный театр. Третья и четвёртая авторская редакция. Первое исполнение сцены "Сокольники на Днепре". Дирижёр-постановщик — Дмитрий Крюков, режиссёр-постановщик — Ольга Иванова, художник-постановщик — Виктор Герасименко, научные консультанты — Евгений Левашев и Надежда Тетерина. При поддержке Государственного искусства искусствознания. Борис — Владимир Кудашев, Руслан Розыев; Шуйский — Игорь Янулайтис; Пимен — Артём Борисенко; Юродивый — Игорь Горбань; Самозванец — Сергей Радченко, Владислав Емелин, Михаил Яненко; Марина — Наталья Бызеева, Гюльнара Низамова.

### За рубежом
- 19 мая 1908 — Большой театр в Гранд-Опера (Париж), первый зарубежный показ (Борис — Шаляпин, Шуйский — Алчевский, Пимен — Касторский, Самозванец — Смирнов, Варлаам — Шаронов, Юродивый — Чупрынников, Марина — Ермоленко-Южина; дирижёр — Блуменфельд, оркестр Парижского театра; хормейстер — Авранек, хор московского Большого театра; пост. Санина, декорации Бенуа и Головина).
- 28 января 1913 — Лионская опера, первая оригинальная французская постановка (дирижёр — Теодор Рыдер, Борис Годунов — Жан Акистапас)[10].
- 1913 — Метрополитен Опера, Нью-Йорк, премьера в США, (дирижёр — Артуро Тосканини, Борис Годунов — Адам Дидур).
- 1913 — Друри-Лейн, Лондон; в редакции Н. А. Римского-Корсакова; дирижёр — Пьер Монтё, Борис — Фёдор Шаляпин.

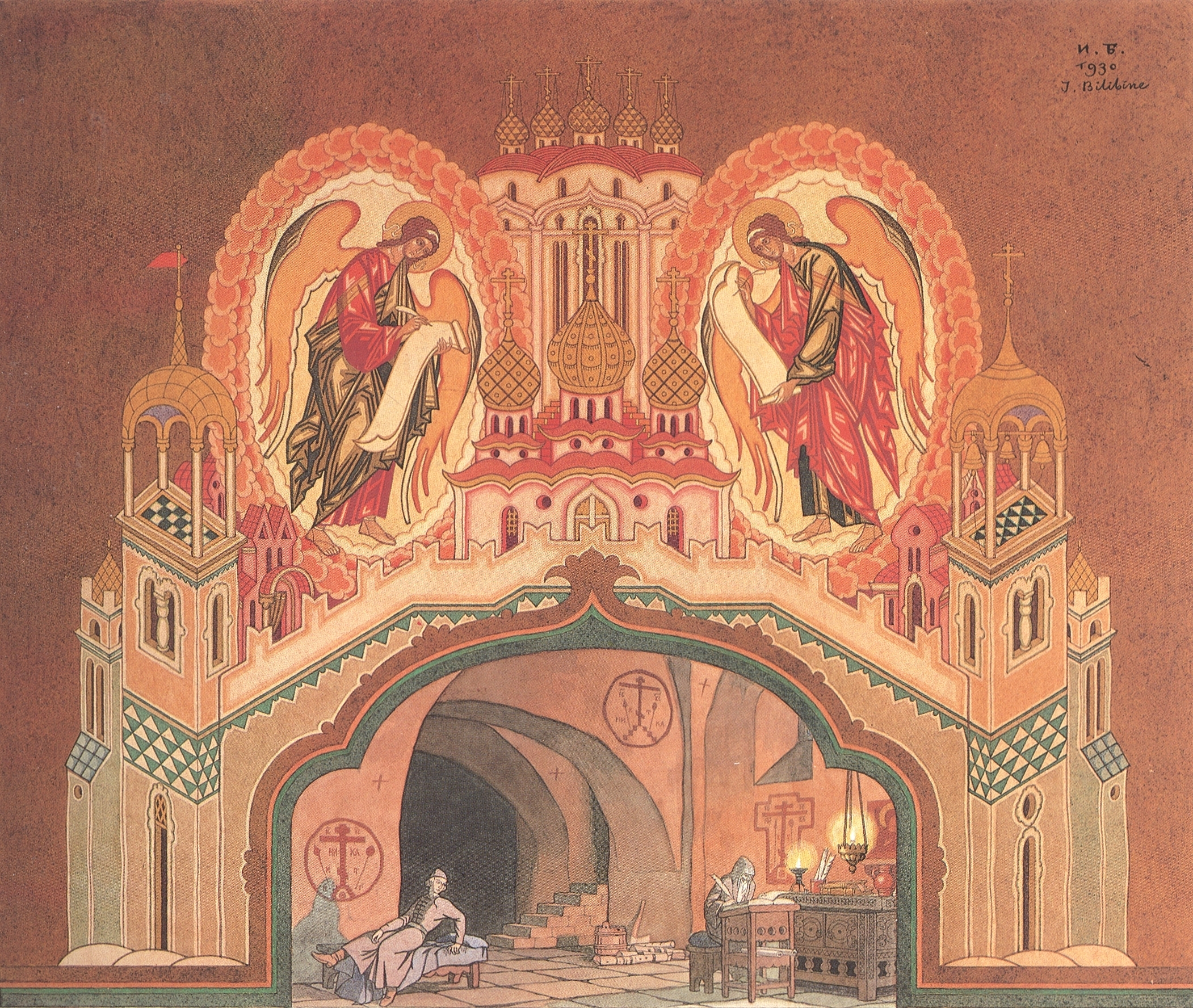
Келья в Чудовом монастыре. Эскиз Ивана Билибина

- 1921 — Метрополитен Опера, Нью-Йорк. Борис — Шаляпин, Григорий — А. Пертиле. Для Шаляпина в Метрополитен-опера отвели гримёрную, которую до этого занимал Энрико Карузо, скончавшийся в августе того же года[11].
- 1930-е гг. — Софийская народная опера. Постановка Н. Д. Векова.
- 1935 — Sadler’s Wells Theatre, Лондон; в первоначальной редакции; дирижёр — Лоуренс Коллингвуд[англ.], Борис — Рональд Стэр.
- 1948 — Ковент Гарден, Лондон; режиссёр — П. Брук.
- 1963—1964 — Италия, партию Бориса исполнил Борис Христов.
- 1965 — в Зальцбурге (в редакции Римского-Корсакова), под управлением Г. Караяна.
- 1965 — Ла Скала, Милан; Борис — Николай Гяуров.
- 1965 — Метрополитен Опера, Нью-Йорк. Борис — Николай Гяуров.
- 1975 — Ла Скала, Милан. Режиссёр — Ю. Любимов.
- 1979—1980 — Ла Скала, Милан; режиссёр — А. Тарковский.
- 1983 — Ковент Гарден, Лондон (в первоначальной редакции Мусоргского); режиссёр — Андрей Тарковский; дирижёр — Клаудио Аббадо; сценическое оформление — Николай Двигубский; световое оформление — Роберт Брайн; Борис Годунов — Роберт Ллойд; Марина Мнишек — Эва Рандова; Гришка Отрепьев — Михаил Светлев; Шуйский — Филип Лэндгридж; Юродивый — Патрик Пауэр; Пимен — Гуинн Хауэлл.
- 2004 — в Нью-Йорке (дирижёр — С. Бычков).
- 2008 — Дрезденская опера, Борис Годунов — Рене Папе
- 2010 — Метрополитен Опера, Нью-Йорк; режиссёр — Стивен Уодсуорт; дирижёр — Валерий Гергиев; художник по свету — Дуан Шулер; Борис Годунов — Рене Папе; Марина Мнишек — Екатерина Семенчук; Гришка Отрепьев — Александр Антоненко; Шуйский — Олег Балашов; Юродивый — Андрей Попов; Пимен — Михаил Петренко; Рангони — Евгений Никитин; Варлаам — Владимир Огновенко[12][13].
- 2019 — Театр Любека, режиссёр Петер Конвичный, дирижёр Манфред Герман Ленер.
- 2019 — Королевский оперный театр (Royal Opera House), режиссёр Ричард Джонсон
- 2021 — Метрополитен Опера, Нью-Йорк, восстановили с изменениями знаменитую постановку Стивена Уодсворта 2010 года
- 2022 — Ла Скала, Милан, режиссёр Каспер Хольтен.

## Записи

### Аудиозаписи
| Год  | Организация | Дирижёр                | Солисты | Издатель и каталожный номер       | Редакция            | Примечания             |
| ---- | --- | ---------------------- | --- | --------------------------------- | ------------------- | ---------------------- |
| 1948 | Хор и оркестр Большого театра | Николай Голованов      | Борис Годунов — Александр Пирогов, Феодор — Бронислава Златогорова, Ксения — Елена Кругликова, Мамка Ксении — Евгения Вербицкая, Шуйский — Никандр Ханаев, Щелкалов — Илья Богданов, Пимен — Максим Михайлов, Григорий — Георгий Нэлепп, Марина Мнишек — Мария Максакова, Варлаам — Василий Лубенцов, Мисаил — Василий Якушенко, Шинкарка — Александра Турчина, Юродивый — Иван Козловский                             | «Мелодия» (Д—0305-12, Д—05836-43) | Римский-Корсаков    |                        |
| 1948 | Хор и оркестр Большого театра | Николай Голованов      | Борис Годунов — Марк Рейзен (остальной состав — тот же, что в записи с А. Пироговым) | «Мелодия» (М—37403-10)            | Римский-Корсаков    |                        |
| 1952 | Choeurs Russes de Paris, Orchestre National de la Radiodiffusion Francaise                                                                       | Исай Добровейн         | Борис Годунов, Пимен, Варлаам — Борис Христов, Ксения — Людмила Лебедева, Мамка Ксении — Лидия Романова, Шуйский — Андрей Белецкий, Щелкалов, Рангони — Ким Борг, Григорий — Николай Гедда, Марина Мнишек — Эугения Зареска |                                   |                     |                        |
| 1956 | Хор и оркестр театра Метрополитен-опера | Димитрис Митропулос    | Борис Годунов — Джорджо Тоцци, Ксения — Лорел Хёрли, Мамка Ксении — Сандра Уорфилд, Шуйский — Чарльз Куллмэн, Щелкалов — Артур Будней, Пимен — Норман Скотт, Григорий — Альберт да Коста, Марина Мнишек — Нелл Рэнкин |                                   | Ратхауз             | На английском языке    |
| 1962 | Хор и оркестр Большого театра | Александр Мелик-Пашаев | Борис Годунов — Иван Петров, Мамка Ксении — Евгения Вербицкая, Шуйский — Георгий Шульпин, Щелкалов — Алексей Иванов, Пимен — Марк Решетин, Григорий — Владимир Ивановский, Марина Мнишек — Ирина Архипова, Варлаам — Алексей Гелева, Мисаил — Николай Захаров, Шинкарка — Bероника Борисенко, Юродивый — Антон Григорьев                                                                                               | «Мелодия» (Д—010953-60)           | Римский-Корсаков    | MEL CD 10 00764 (2011) |
| 1970 | Хор Радио Софии, хор Венской государственной оперы, Венский филармонический оркестр                                                              | Герберт фон Караян     | Борис Годунов — Николай Гяуров, Феодор — Оливера Милякович, Ксения — Надежда Добрянова, Шуйский — Алексей Масленников, Щелкалов — Сабин Марков, Пимен — Мартти Талвела, Самозванец — Людовик Шписс, Марина Мнишек — Галина Вишневская, Варлаам — Антон Дьяков, Шинкарка — Маргарита Лилова, Юродивый — Алексей Масленников                                                                                             |                                   |                     |                        |
| 1981 | Хор и оркестр Центрального телевидения и Всесоюзного радио                                                                                       | Владимир Федосеев      | Борис Годунов — Александр Ведерников, Феодор — Глафира Королёва, Ксения — Елена Школьникова, Мамка — Нина Григорьева, Шуйский — Андрей Соколов, Щелкалов — Александр Ворошило, Пимен — Владимир Маторин, Самозванец — Владислав Пьявко, Марина Мнишек — Ирина Архипова, Рангони — Юрий Мазурок, Варлаам — Артур Эйзен, Мисаил — Анатолий Мишутин, Шинкарка — Людмила Симонова, Юродивый — Янис Споргис                 |                                   |                     |                        |
| 1985 | Хор и оркестр Большого театра | Марк Эрмлер            | Борис Годунов — Евгений Нестеренко, Феодор — Ольга Терюшнова, Ксения — Елена Школьникова, Мамка Ксении — Нина Григорьева, Шуйский — Константин Лисовский, Щелкалов — Александр Ворошило, Пимен — Анатолий Бабыкин, Григорий — Владимир Атлантов, Марина Мнишек — Елена Образцова, Рангони — Юрий Мазурок, Варлаам — Артур Эйзен Мисаил — Константин Басков, Шинкарка — Лариса Никитина, Юродивый — Алексей Масленников |                                   | Римский-Корсаков    |                        |
| 1989 | The Chevy Chase Elementary School Chorus, The Choral Arts Society of Washington, The Oratorio Society of Washington, National Symphony Orchestra | Мстислав Ростропович   | Борис Годунов — Руджеро Раймонди, Марина Мнишек — Галина Вишневская, Григорий Отрепьев — Вячеслав Полозов, Пимен — Павел Плишка, Юродивый — Николай Гедда |                                   | Мусоргский, 1872 г. |                        |
| 1997 | Хор и оркестр Мариинского театра | Валерий Гергиев        | Борис Годунов — Николай Путилин, Шуйский — Константин Плужников, Пимен — Николай Охотников, Григорий — Виктор Луцюк | Studio 5, Нидерланды              | Мусоргский, 1869 г. |                        |
| 1997 | Хор и оркестр Мариинского театра | Валерий Гергиев        | Борис Годунов — Владимир Ванеев, Шуйский — Константин Плужников, Пимен — Николай Охотников, Григорий — Владимир Галузин, Марина Мнишек — Ольга Бородина | Studio 5, Нидерланды              | Мусоргский, 1872 г. |                        |

### Видеозаписи
| Год  | Организация                                                                       | Дирижёр              | Солисты | Производитель / Издатель                                                                      | Редакция                    | Примечания                                                                                       |
| ---- | --------------------------------------------------------------------------------- | -------------------- | --- | --------------------------------------------------------------------------------------------- | --------------------------- | ------------------------------------------------------------------------------------------------ |
| 1978 | Хор и оркестр Большого театра                                                     | Борис Хайкин         | Борис — Евгений Нестеренко, Григорий — Владислав Пьявко, Марина — Ирина Архипова, Шуйский — Андрей Соколов, Щелкалов — Владимир Мальченко, Пимен — Валерий Ярославцев, Варлаам — Артур Эйзен, Мисаил — Виталий Власов, Хозяйка корчмы — Лариса Никитина, Ксения — Галина Калинина, Мамка Ксении — Нина Григорьева, Фёдор — Глафира Королёва, Юродивый — Алексей Масленников |                                                                                               | Римский-Корсаков            | Режиссёр-постановщик Баратов, Леонид Васильевич Режиссёр телевизионной съемки А. Баранников      |
| 1980 | Парижская национальная опера                                                      | Руслан Райчев        | Борис — Руджеро Раймонди, Григорий — Wieslaw Ochman, Марина — Viorica Cortez, Шуйский — Kenneth Riegel, Щелкалов — Ernest Blanc, Пимен — Peter Meven, Варлаам — Aage Haugland, Мисаил — Charles Burles, Хозяйка корчмы — Anna Ringart, Ксения — Christine Barbaux, Мамка Ксении — Christine Barbaux, Фёдор — Zehava Gal, Юродивый — Michel Sénéchal                         | Nihon Monitor (NMC) LSZS 00160; Dreamlife DMLB 47 (1995); Premiere Opera Ltd. DVD 6165 (2007) | Шостакович                  |                                                                                                  |
| 1987 | Хор и оркестр Большого театра                                                     | Александр Лазарев    | Борис — Нестеренко, Григорий — Владислав Пьявко, Марина — Тамара Синявская, Шуйский — Владимир Кудряшов, Щелкалов — Юрий Мазурок, Пимен — Александр Ведерников, Варлаам — Артур Эйзен, Мисаил — Александр Архипов, Хозяйка корчмы — Лариса Никитина, Ксения — Неля Лебедева, Мамка Ксении — Раиса Котова, Феодор — Татьяна Ерастова                                         |                                                                                               | Римский-Корсаков            |                                                                                                  |
| 1990 | Хор и оркестр Мариинского театра                                                  | Валерий Гергиев      | Борис — Роберт Ллойд, Григорий — Алексей Стеблянко, Марина — Ольга Бородина, Рангони — Сергей Лайферкус |                                                                                               | Мусоргский, 1872 г.         | Режиссёр Андрей Тарковский                                                                       |
| 1991 | Московский музыкальный театр им. К. С. Станиславского и В. И. Немировича-Данченко | Евгений Колобов      | Борис — Владимир Маторин, Григорий — В. Осипов, Марина — Ю. Абакумовская, Шуйский — Вячеслав Войнаровский, Щелкалов — А. Кичигин, Пимен — В. Кирнос, Варлаам — Владимир Свистов, Мисаил — Н. Деминов, Ксения — Т. Ясько, Фёдор — Александр Беляев | Videoland Klassik VLRT 055 (2001)                                                             |                             |                                                                                                  |
| 1993 | Хор Grand-Théâtre de Genève, Оркестр романской Швейцарии                          | Edo De Waart         | Борис — Samuel Ramey, Григорий — Kim Begley, Марина — Vessela (Vesselina) Zorova, Шуйский — Anthony Rolfe-Johnson, Щелкалов — Gregory Yurisich, Пимен — John Tomlinson, Варлаам — Henk Smit, Мисаил — Doug Jones, Хозяйка корчмы — Anne Collins, Фёдор — Eirian James | House of Opera DVD 267, House of Opera Video 267                                              |                             |                                                                                                  |
| 2001 | Хор De Nederlandse Opera, Филармонический оркестр Нидерландского радио            | Edo De Waart         | Борис — John Tomlinson, Григорий — Christopher Ventris, Шуйский — Chris Merritt, Пимен — Frode Olsen, Варлаам — Henk Smit, Хозяйка корчмы — Elzbieta Ardam, Фёдор — Brian Asawa, Ксения — Xenia — Juanita Lascarro, Юродивый — Alexei Grigorev? Мамка Ксении — Helga Dernesch                                                                                               | House of Opera DVDCC 265                                                                      | Мусоргский, 1869 и 1872 гг. |                                                                                                  |
| 2004 | Оперный театр «Лисео» (Барселона)                                                 | Sebastian Weigle     | Борис Годунов — Matti Salminen, Григорий Отрепьев — Pär Lindskog, Шуйский — Philip Langridge, Пимен — Eric Halfvarson, Юродивый — Francisco Vas, Щелкалов — Albert Schagidulin, Варлаам — Anatoly Kotcherga (Kocherga), Шинкарка — Itxaro Mentxaka, Фёдор — Brian Asawa, Ксения — Marie Arnet, Мамка Ксении — Stefania Toczyska                                             |                                                                                               |                             |                                                                                                  |
| 2007 | Хор и оркестр Большого театра                                                     | Александр Ведерников | Борис Годунов — Михаил Казаков, Шуйский — Максим Пастер, Пимен — Николай Зимненко, Самозванец — Роман Муравицкий, Марина Мнишек — Марианна Тарасова, Юродивый — Виталий Панфилов, Щелкалов — Юрий Лаптев, Рангони — Пётр Мигунов, Варлаам — Валерий Гильманов, Шинкарка — Оксана Корниевская, Ксения — Анна Аглатова, Мамка Ксении — Евгения Сегенюк                        |                                                                                               |                             | Режиссёр Александр Сокуров. Художник-постановщик Юрий Купер. Художник по костюмам Павел Каплевич |
| 2010 | Театр Реджио (Турин)                                                              | Джанандреа Нозеда    | Борис Годунов — Orlin Anastassov, Шуйский — Peter Bronder, Пимен — Vladimir Vaneev, Самозванец — Ian Storey, Юродивый — Evgeny Akimov, Щелкалов — Vasily Ladjuk, Варлаам — Владимир Маторин, Шинкарка — Nadezhda Serdjuk, Ксения — Alessandra Marianelli, Фёдор — Pavel Zubov                                                                                               | Opus Arte                                                                                     |                             |                                                                                                  |
| 2012 | Хор и оркестр Мариинского театра                                                  | Валерий Гергиев      | Борис Годунов — Евгений Никитин, Шуйский — Евгений Акимов, Пимен — Михаил Кит, Самозванец — Сергей Семишкур, Юродивый — Андрей Попов, Щелкалов — Алексей Марков, Варлаам — Алексей Тановицкий |                                                                                               | Мусоргский, 1869 г.         | Режиссёр Грэм Вик                                                                                |
| 2013 | Баварская государственная опера                                                   | Кент Нагано          | Борис — Aleksander Tsymbaluk, Григорий — Sergey Skorokhodov, Шуйский — Gerhard Siegel, Щелкалов — Markus Eiche, Пимен — Anatoli Kotscherga, Варлаам — Владимир Маторин, Мисаил — Ulrich Ress, Хозяйка корчмы — Okka von der Damerau, Ксения — Eri Nakamura, Феодор — Yulia Sokolik, Юродивый — Kevin Conners                                                                | Bel Air Classics                                                                              |                             |                                                                                                  |

Источники: , 

### Фильмография
| Год  | Организация | Дирижёр              | Солисты | Производитель     | Редакция            | Примечания                                          |
| ---- | --- | -------------------- | --- | ----------------- | ------------------- | --------------------------------------------------- |
| 1954 | Хор и оркестр Большого театра | Василий Небольсин    | Борис Годунов — Александр Пирогов, князь Василий Шуйский— Никандр Ханаев, Григорий Отрепьев/Лжедмитрий I — Георгий Нэлепп, монах Пимен, летописец — Максим Михайлов, Юродивый — Иван Козловский — Юродивый, монах Варлаам — Алексей Кривченя, монах Мисаил — Вениамин Шевцов, Марина Мнишек, дочь сандомирского воеводы — Лариса Авдеева, хозяйка корчмы — Александра Турчина, Андрей Щелкалов, думный дьяк — Илья Богданов, Ксения Годунова — Надежда Клягина | «Мосфильм»        | Римский-Корсаков    | Борис Годунов (фильм, 1954); режиссёр В. Строева    |
| 1961 | NBC Opera Orchestra | Герман Адлер         | Борис — Джорджо Тоцци, Григорий — Фрэнк Порретта, Марина — Глория Лэйн, Шуйский — Эндрю Маккинли, Пимен — Ричард Кросс, Варлаам — Спиро Малас, Ксения — Жанетт Сковотти, Мамка Ксении — Джоан Каплан |                   |                     | Борис Годунов (фильм, 1961); режиссёр К. Браунинг   |
| 1987 | Хор и оркестр Киевского Государственного академического театра оперы и балета УССР имени Т. Г. Шевченко                                          | Стефан Турчак        | Борис Годунов — Анатолий Кочерга, Григорий Отрепьев — Олег Исаев (поет Сергей Дубровин), Василий Шуйский — Валерий Шептекита (поет Владимир Гуров), Андрей Щелкалов, думный дьяк — Иван Гаврилюк (поет Иван Пономаренко), Пимен — Самойлов, Евгений Валерианович (поет Валентин Пивоваров), Юродивый — Юрий Дубровин (поёт Александр Дьяченко), Марина Мнишек — Ирина Малышева (поёт Людмила Юрченко), Рангони — Игорь Стариков (поёт Анатолий Мокренко), Варлаам — Роман Филиппов (поёт Владилен Грицюк), Мисаил — Валентин Макаров (поёт Николай Хоружий), Шинкарка — Валентина Шевель (поёт Галина Туфтина), Царевич Феодор — Анатолий Суханов (поёт Юрий Биденко), Царевна Ксения — Ольга Суржа (поёт Гизелла Ципола) | Укртелефильм      |                     | Борис Годунов (фильм, 1987); режиссёр Б. Небиеридзе |
| 1989 | The Chevy Chase Elementary School Chorus, The Choral Arts Society of Washington, The Oratorio Society of Washington, National Symphony Orchestra | Мстислав Ростропович | Борис Годунов — Руджеро Раймонди, Марина Мнишек — Дельфин Форест (поёт Галина Вишневская), Григорий Отрепьев — Павел Слаби (поёт Вячеслав Полозов, Николай Гедда), Пимен — Бернар Лефорт — (поёт Павел Плишка), Юродивый — Павел Слаби (поёт Николай Гедда), Варлаам — Ромуальд Тесарович, Василий Шуйский — Кеннет Ригел, Федор — Урос Александрик (поёт Мэтью Фиш) | Gaumont (Франция) | Мусоргский, 1872 г. | Борис Годунов (фильм, 1989); режиссёр А. Жулавский  |